# The Boy with Green Hair
The Boy with Green Hair is een Amerikaanse dramafilm uit 1948 onder regie van Joseph Losey.

## Verhaal
Als de ouders van Peter Fry overlijden, vertelt niemand hem wat er gebeurd is. Hij wordt van het ene familielid naar het ander gestuurd. Wanneer hij hoort dat hij ouderloos is geworden, wordt zijn haar spontaan groen.

## Rolverdeling
| Acteur           | Personage      |
| ---------------- | -------------- |
| Pat O'Brien      | Gramp Fry      |
| Robert Ryan      | Dr. Evans      |
| Barbara Hale     | Juffrouw Brand |
| Dean Stockwell   | Peter Fry      |
| Richard Lyon     | Michael        |
| Walter Catlett   | De Koning      |
| Samuel S. Hinds  | Dr. Knudson    |
| Regis Toomey     | Mijnheer Davis |
| Charles Meredith | Mijnheer Piper |
| David Clarke     | Kapper         |
| Billy Sheffield  | Red            |
| Johnny Calkins   | Danny          |
| Teddy Infuhr     | Timmy          |
| Dwayne Hickman   | Joey           |
| Eilene Janssen   | Peggy          |